# Филибер дьо Наяк
Филибер дьо Наяк (на френски: Philibert de Naillac) е Велик магистър на Ордена на Хоспиталиерите от 1396 г. до смъртта му на остров Родос през 1421 г.

## Битката при Никопол
През 1396 г. умира великият магистър на Ордена на Хоспиталиерите Хуан Фернандес де Ередия (Juan Fernández de Heredia). На негово място от съвета на ордена е избран приорът на Аквитания Филибер дьо Наяк. Веднага след като научава за избора си, дьо Наяк се отправя за Родос и мобилизира рицарите от своя орден за участие в кръстоносния поход, организиран от Папа Бонифаций IX и унгарския крал Сигизмунд Люксембургски, чиято обявена цел е да прогони османските нашественици от Европа. Новоизбраният велик магистър съоръжава флотата си, съединява я с тази на присъединилата се към похода Венеция и преминавайки през Черно море и Дунав, се среща на територията на България с кръстоносната армия на Сигизмунд, която включва многобройни военни части, дошли от почти всички страни на католическа Европа. В края на септември кръстоносците претърпяват поражение от войските на османския султан Баязид I в битката при Никопол.
По-голямата част от кръстоносните пълководци, между които маршал Бусико и множество представители на най-изтъкнатите западноевропейски благороднически фамилии, са пленени, а крал Сигизмунд, заедно с великия магистър Филибер дьо Наяк, успява да се спаси на борда на една хоспиталиерска галера. Остатъците от флота и експедиционния хоспиталиерски отряд, оцелели след битката при Никопол, заедно с императора и Великия магистър се спускат по река Дунав, минават през крепостта Калиакра в Добруджанското деспотство и след дълги перипетии достигат до Константинопол. Хоспиталиерите се включват в отбраната на византийската столица, която е обсадена от Баязид I. На 11 ноември 1396 г. Сигизмунд пише на великия магистър дьо Наяк (който междувременно е избързал към Родос), че е пристигнал в града точно навреме, за да предотврати падането му пред османските атаки и споменава за съюза, включващ император Мануил II Палеолог, генуезците и хоспиталиерите. Филибер дьо Наяк изиграва и важна роля в събирането на огромната за времето си сума от седемдесет и пет хиляди златни дуката и откупването на пленените в битката при Никопол рицари. След освобождаването им, пленниците са изпратени в Родос, където са лекувани в известната болница на ордена преди да бъдат изпратени обратно на запад. Сред тях е и синът на херцога на Бургундия – Жан дьо Невер (Жан Безстрашни).

## Обсадата на Константинопол
През пролетта на 1399 г. френският крал Шарл VI изпраща експедиционен корпус, който трябва да помогне на обсадената визнтийска столица Константинопол. За негов командир е избран един виден френски благородник и военачалник Жан льо Менгр (маршал Бусико), ветеран от битката при Никопол, който също е сред тези членове на кръстоносната армия, които оцеляват и попадат в плен. На 26 юни 1399 г. Бусико отплава за Константинопол начело на флот от две галери и четири други кораба, натоварени с войска от хиляда и двеста тежковъоръжени бойци. В състава на малката му армия влизат много благороднически фалимилии. По пътя към него се присъединяват венециански, генуезки и лесбоски кораби (Франческо II Гатилузио), а при о-в Тенедос и две родоски галери с хоспиталиери, изпратени от магистър дьо Наяк. По този начин родоските рицари взимат участие в този пореден кръстоносен поход, предназначен за освобождаването на обсадения Константинопол. Съюзническият флот преминава безпрепятствено през Галиполи и е посрещнат радостно от Мануил II Палеолог. Под съвместното ръководство на императора и Бусико кръстоносците извършват множество успешни военни акции, прочиствайки околностите на Константинопол от вражеските сили и атакувайки множество подвластни на османците градове на малоазийския бряг, сред които и Никомидия. В края на 1399 г. придружен от Бусико, император Мануил се отправя на запад, за да търси военна подкрепа срещу османците.

## Падането на Смирна
През 1402 г. в битката при Анкара султан Баязид I е разбит от войските на монголския завоевател Тимур (Тамерлан) и това едва не довежда до края на Османската империя. Крепостта Смирна, защитавана от гарнизон от двеста рицари хоспиталиери, е застрашена, затова магистър Филбер дьо Наяк изпраща флота си начело с адмирал Буфилио Паницати, който да подсили защитата на града. Орденът взима сериозни мерки за защитата на крепостта. Основните приготовления по защитата са концентрирани върху скалистия полуостров, върху който се намира Смирна, където се издига укрепление, защитаващо входа към пристанището. То бива отделено от материка, като между него и сушата е изкопан дълбок ров. Рицарите, които са издържали обсадата на османците преди, отказват предложението на Тимур да приемат исляма и да му плащат данък. Тимур нарежда на един от военачалниците си да построи голяма платформа от дървени стълбове, за да възпрепятства вражеските кораби да влизат в пристанището. Започва масиран обстрел на стените с катапулти, който оцелелите хоспиталиерски защитници по-късно определят като „втори Потоп“. След двуседмична обсада сапьорите на Тимур успяват да сринат външните крепостни стени като изгарят подпорите им и монголите нахлуват в Смирна. Съпротивата на рицарите е безмилостно смазана. Тези, които оцеляват, се изтеглят към корабите си. Няколкото хоспиталиерски кораба, които идват на помощ, обръщат платната обратно към Родос, тъй като се изплашват от огромните катапулти на Тимур, разположени при входа на пристанището. Местното население, според действащите тогава мюсюлмански закони, касаещи третирането на непредал се град, бива поголовно изклано. След падането на Смирна, генуезката колония Фокея на брега на Мала Азия се предава без бой, а Франческо II Гатилузио, владетел на Лесбос се задължава да плаща данък на Тимур. Филбер дьо Наяк прави опит да си върне Смирна, но рицарите му загубват кураж, когато от стените на града върху тях политат отрязаните глави на доскорошните им другари. Хоспиталиерите успяват отново да се закрепят на брега на Мала Азия в района на древния Халикарнас, където магистър Филибер дьо Наяк нарежда да бъде изграден замъка „Св. Петър“ или „Петрониум“ (изговаряно от турците като Бодрум). Тази крепост остава в ръцете на ордена до 1523 г.

## Походът на маршал Бусико
През лятото на 1403 г. френският маршал Бусико (Жан льо Менгр), съвместно с Великия магистър на хоспиталиерите Филибер дьо Наяк планират кръстоносен поход срещу Мамелюкския султанат. Обединеният флот на хоспиталиерите от Родос и генуезците от Хиос и Лесбос извършва поредица от нападения срещу крайбрежието на бившето графство Триполи, намиращо се под властта на мамелюците. Първата цел по пътя на армадата е пристанището Алания (Канделоро). Бусико и магистърът стоварват отряд от 800 рицари, които превземат крепостта, разграбват града и запалват всички кораби. Местният емир моли за мир и е принуден да се постави в услуга на кръстоносците. След две седмици флотът напуска Алания и се отправя за Кипър, където Бусико посредничи за сключването на мир между Генуа и крал Янус. Следващият град, атакуван от рицарите, е Триполи на ливанското крайбрежие. Флотът продължава на юг, където разграбва и изгаря незащитения град Батрун (Ал-Батрун). На 10 август 1403 г. рицарите достигат Бейрут и също го подлагат на опустошение, което им навлича гнева на Венецианската република. Следващата цел на похода е древният град Сидон (или Сайда), който е защитаван от превъзхождащ противник. След десант на брега, рицарите не успяват да задържат пристанището и се оттеглят на корабите. Флотът променя курса си в северна посока и атакува град Лаодикея на малоазийското крайбрежие, след което се завръща в Родос.

## Укрепления
Освен бойните походи срещу османците Филибер дьо Наяк разгръща и сериозна фортификационна дейност на остров Родос. Магистърът строи 46-метрова кула в пристанището на града, която се издига далеч над останалите постройки. Кулата на Наяк е силно повредена от две земетресения, последното през октомври 1856 г., и разрушена, защото заплашва корабите в пристанището.